# 喜屋武千秋
喜屋武 千秋（日语：喜屋武ちあき，1984年3月13日—），是日本埼玉縣所澤市出生的寫真偶像，身高158公分，血型O型，興趣是看漫畫、動畫、Cosplay及玩電子遊戲。她畢業於聖德大學短期大學部，現屬於FITONE經紀公司。
喜屋武千秋也是日本音樂團體「中野風女姊妹」及「風男塾」的成員之一。

## 個人資料
- 原名：喜屋武ちあき
- 暱稱：Kyan-chi（きゃんち）
- 職業：寫真偶像（水著女優）
- 出生日期：1984年3月13日
- 出生地點：埼玉縣所澤市
- 身長：158厘米（5英尺2.2英寸）
- 三圍：B90 W59 H86厘米（B35.4 W23.2 H33.6英寸）
- 經紀公司：FITONE

## 主要演出

### 影像及DVD
- Pure Smile（竹書房、2003年）
- Can can!（GIRLS' RECORD、2004年）
- ガチンコ水泳・バトル大会（GIRLS' RECORD、2004年）
- Love Lovery（LINE COMMUNICATIONS、2005年）
- はじめての反抗（For-side.com、2005年）
- またたびぷぅ（i-cf、2006年）
- Pleasure Kiss（TAO、2006年）
- i Can!!!（Marine、2006年）
- With you（Pay-Per-View Japan、2007年）
- ちあキッス（For-side.com、2007年）
- きゃんち myself（Avex Marketing、2008年）
- グラドル千本ノック 巨乳軍vs.美乳軍（Geneon Entertainment、2008年、導演:河崎實）
- きゃん式（Sony Music Distribution、2009年）
- B型TV（Sony Music Distribution、2009年）
- もえキャン（Advance Agency、2010年）

## 書本

### 寫真集
- CANDY（彩文館出版、2003年）

### 雜誌
- Kyan-tastic World（きゃんたすてぃっくわーるど）、Gamelabo
- Tech Honey正在特別訓練中（テックハニーのただいま特訓中）、Tech總研

## 外部連結
- GIRL'S RECORD 喜屋武千秋 （日語）
- きゃんちまいんち！（页面存档备份，存于） - 喜屋武千秋的官方部落格
- きゃんち (kyanchiaki)的X（前Twitter）